# Grosley-sur-Risle
Grosley-sur-Risle är en kommun i departementet Eure i regionen Normandie i norra Frankrike. Kommunen ligger i kantonen Beaumont-le-Roger som tillhör arrondissementet Bernay. År 2022 hade Grosley-sur-Risle 525 invånare.

## Befolkningsutveckling
Antalet invånare i kommunen Grosley-sur-Risle
Referens:INSEE